# Asterix Amerikában
Az Asterix Amerikában (eredeti cím németül: Asterix in Amerika, franciául: Astérix et les indiens) 1994-ben bemutatott német–francia rajzfilm, amely az Asterix-sorozat hetedik része. Az animációs játékfilm rendezője Gerhard Hahn, producere Jürgen Wohlrabe. A forgatókönyvet René Goscinny és Albert Uderzo képregénye alapján Pierre Tchernia, Albert Uderzo, Thomas Platt és Rhett Rooster írta, a zenéjét Harold Faltermeyer szerezte. A mozifilm az Extrafilm, a Hahn Film AG és a Milimetros gyártásában készült forgalmazásában jelent meg.
Németországban 1994. szeptember 29-én, Franciaországban 1995. április 5-én mutatták be a mozikban, Magyarországon 2001. december 24-én az RTL Klubon vetítették le a televízióban.

## Szereplők
| Szereplő                      | Eredeti hang         | Magyar hang       |
| ----------------------------- | -------------------- | ----------------- |
| Asterix                       | Roger Carel          | Juhász György     |
| Obelix                        | Pierre Tornade       | Koroknay Géza     |
| Panoramix                     | Henri Labussiere     | Makay Sándor      |
| Iulius Caesar                 | Robert Party         | Dobránszky Zoltán |
| Tumulus                       | Jean-Luc Galmiche    | Szűcs Sándor      |
| Assurancetourix               | Michel Tugot-Doris   | F. Nagy Zoltán    |
| Abraracourcix                 | Francois Chaix       | Salinger Gábor    |
| Caius Faipalgugus, a centurio | Yves Pignot          | Uri István        |
| Mesélő                        | Pierre Tchernia      | Viczián Ottó      |
| Bonnemine                     | Claude Chantal       | Molnár Zsuzsa     |
| Falbala                       | Nathalie Spitzer     | Németh Kriszta    |
| Kalózkapitány                 | Thierry Buisson      | Varga Tamás       |
| Római szenátor                | Jean-Philippe Bouton | Rajhona Ádám      |
| Római szenátor                | François Jaubert     | Szélyes Imre      |
| Római szenátor                | Michel Prud'homme    | Kardos Gábor      |
| Evező Cambridge-i úriember    | Michel Prud'homme    | Kapácsy Miklós    |
| Törzsfőnök                    | Sylvain Lemarié      | Kapácsy Miklós    |
| Római katona                  | N/A                  | Kapácsy Miklós    |
| Indiánvarázsló                | N/A                  | Katona Zoltán     |
| Zsepi                         | N/A                  | Zsigmond Tamara   |
| Stupidus, a római katona      | N/A                  | Hujber Ferenc     |
| Corpulentus, a római katona   | N/A                  | Pálfai Péter      |
| Római katona                  | N/A                  | Schmied Zoltán    |
| Kalóz                         | N/A                  | Schmied Zoltán    |
| Gall                          | N/A                  | Schmied Zoltán    |

## Televíziós megjelenések
- RTL Klub (korábban)
- RTL Klub (később), Film+, Film+ 2
- M2, TV2 Kids